# Diecezja Salem
Diecezja Salem (łac. Diœcesis Salemensis) – diecezja rzymskokatolicka w Indiach, sufragania metropolii Pondicherry i Cuddalore. Została utworzona w 1930 z terenu archidiecezji Pondicherry, diecezji Kumbakonam i diecezji Mysore.

## Główne świątynie
- Katedra: Katedra Dzieciątka Jezus w Selam
- Konkatedra: Konkatedra Najświętszej Marii Panny w Shevapet

## Ordynariusze
- Henri-Aimé-Anatole Prunier (1930 - 1947)
- Venmani Selvanather (1949 - 1973)
- Michael Bosco Duraisamy (1974 - 1999)
- Sebastianappan Singaroyan (2000 - 2020)
- Arulselvam Rayappan (od 2021)